# Cecilia Sala
Pour les articles homonymes, voir Sala.
Cecilia Sala, née le 26 juillet 1995 à Rome (Italie), est une journaliste italienne.

## Biographie
Cecilia Sala est employée par le quotidien italien Il Foglio. Sur la plateforme Chora Media, elle anime le podcast Stories.
Elle se rend en Iran le 13 décembre 2024 munie d'un visa de journaliste en règle. Elle y rencontre notamment la militante féministe Zeinab Musavi, emprisonnée pendant un temps et en procès pour des déclarations lors de ses sketches humoristiques.
Le 19 décembre, elle est arrêtée par les autorités iraniennes et emprisonnée à la prison d'Evin. L'Iran confirme son arrestation ; il lui est reproché d'avoir « enfreint les lois de la république islamique d’Iran », sans que le pays précise ce qui lui vaut ces poursuites. L'Italie condamne son arrestation et réclame sa libération ; l'ambassadrice italienne lui rend visite en prison. Sa détention pourrait être lié à l'interpellation de deux Iraniens quelques jours plus tôt, en Italie et aux États-Unis, ingénieurs soupçonnés de contourner les sanctions visant le pays, notamment en « [exportant] vers l’Iran des composants électroniques sophistiqués ». Le 8 janvier 2025, elle est libérée par les autorités iraniennes et revient en Italie. La libération de Cecilia Sala a été permise grâce l'administration Trump, via un rendez-vous secret entre Elon Musk et le diplomate iranien Amir Saeid Iravani.